# 宮城野 (映画)
『宮城野』（みやぎの）は、2008年製作・2010年公開の日本映画である。
矢代静一作による同題戯曲を映画化した作品である。謎多き浮世絵師である東洲斎写楽をモチーフにした新感覚の時代劇。矢代の娘の毬谷友子が主演している。
“もう一つのエンディング版”である『宮城野〈ディレクターズカット版〉』も製作され、この作品はお蔵出し映画祭2011のコンペ部門にノミネートされて、審査員特別賞を受賞した。

## ストーリー
寛政6年。江戸の処刑場では、写楽殺し罪で宮城野と言う名の女郎が、処刑されようとしていた。その宮城野には、写楽の弟子である偽絵師の矢太郎という馴染客がいた。ある日、宮城野は、訪れた矢太郎が師の写楽を殺してきたらしいことを察するのだが。

## キャスト
- 宮城野：毬谷友子
- 矢太郎：片岡愛之助
- 東洲斎写楽とおぼしき男：國村隼
- 女将：樹木希林
- おかよ：佐津川愛美

## スタッフ
- 監督：山﨑達璽
- チーフプロデューサー：戸山剛
- ゼネラルプロデューサー：荻野友大
- プロデューサー：John Williams
- エグゼクティブ：四宮隆史
- 原作：矢代静一
- 脚本：酒井雅秋
- 撮影：瀬川龍
- 照明：原由巳
- 美術：池谷仙克
- 録音：鴇田満男
- 音楽：野崎良太（Jazztronik）
- 上映時間：77分（スタンダード版）、113分（ディレクターズカット版）